# Regione delle Savane (Costa d'Avorio)
La regione delle Savane (in francese: Savanes) era una delle 19 regioni della Costa d'Avorio. Comprendeva quattro dipartimenti: Boundiali, Ferkessédougou, Korhogo e Tengréla.
È stata soppressa nel 2011, quando è stato istituito il distretto delle Savane.
| Controllo di autorità | VIAF (EN) 71147905169079091165 · LCCN (EN) no2016138310 |